# Абдуллахи, Ахмед
Ахмед Абдуллахи (англ. Ahmed Abdullahi; род. 19 июня 2004, Нигерия) — нигерийский футболист, нападающий клуба «Сандерленд».

## Клубная карьера
Абдуллахи — воспитанник HB Academy Abuja. В 2022 году Ахмед подписал контракт с бельгийским «Гентом», где выступал за дублирующий состав. 1 февраля 2024 года в матче против «Сент-Трюйдена» он дебютировал в Жюпиле лиге. Летом того же года Абдуллахи подписал контракт на четыре года с английским клубом «Сандерленд».

## Карьера в сборной
В 2023 году в составе молодёжной сборной Нигерии Абдуллахи принял участие в молодёжном Кубке Африки в Египте. На турнире он сыграл в матчах против команд Сенегала, Мозамбика, Уганды, Гамбии и Туниса. В поединке против тунисцев Ахмед забил гол.